# Tamires Veiga
Tamires Veiga (Curitiba, ) é uma ginasta artística brasileira. Atualmente ela é atleta do Cegin, e faz parte de um projeto do Movimento LiveWright, em parceira com a Federação Paranaense de Ginástica.

## Carreira
Tamires começou a disputar competições internacionais em 2012, porém já se destacava nas categorias pré-infantil, infantil e mirim desde 2009.
Em 2013, em seu primeiro ano como juvenil, conquistou vários resultados expressivos. No dia 31 de abril conquistou a medalha de bronze no solo na Stella Zakharova Cup. No dia 18 de maio de 2013, na Alexander Dityatin Cup, disputada em São Petersburgo (Rússia), ela conquistou quatro medalhas: ouro na trave, prata no individual geral e bronze no solo e salto.

## Conquistas

### Juvenil
- Abril de 2013 - Stella Zakharova Cup: bronze no solo.
- Maio de 2013 - Alexander Dityatin Cup: ouro na trave, prata no individual geral e bronze no solo e salto